# Granja de Rocamora
Granja de Rocamora ist eine spanische Gemeinde (municipio) in der Provinz Alicante mit einer Bevölkerung von 2.739 Einwohnern (Stand: 2024). 

## Lage
Granja de Rocamora liegt etwa 40 Kilometer westsüdwestlich von Alicante und etwa 28 Kilometer ostnordöstlich von Murcia in einer Höhe von ca. 15 m. Das Mittelmeer liegt in etwa 20 Kilometern östlicher Richtung. Durch die Gemeinde führt die Autovía A-7.

## Geschichte

### Bevölkerungsentwicklung
| Jahr      | 1970 | 1981 | 1991 | 2001 | 2011 | 2021 |
| Einwohner | 1533 | 1774 | 1961 | 1902 | 2463 | 2609 |

## Sehenswürdigkeiten
- Peterskirche (Iglesia de San Pedro) aus dem 18. Jahrhundert
- Maurenturm (Torre de Mora)
- Rathaus